# Eiger
Der Eiger ist ein Berg in den Berner Alpen mit einer Höhe von 3967 m ü. M. Er ist dem Hauptkamm der Berner Alpen etwas nördlich vorgelagert und steht vollständig auf dem Territorium des Schweizer Kantons Bern. Zusammen mit Mönch und Jungfrau, deren Gipfel auf der Grenze zum Kanton Wallis liegen, dominiert der Eiger die Landschaft des zentralen Berner Oberlandes. Die etwa 3000 Meter über dem Tal aufragenden Nordflanken dieser Berge stellen die Schauseite einer der bekanntesten je als ein «Dreigestirn» bezeichneten Gipfel-Dreiergruppen in den Alpen dar.
Insbesondere die Nordwand des Eigers fasziniert sowohl Bergsteiger als auch Alpin-Laien. Durch dramatische Begehungsversuche und gelungene Begehungen dieser Wand wurde der Eiger weltweit bekannt und immer wieder ins Blickfeld der Öffentlichkeit gerückt – nicht zuletzt, da die gesamte Wand von Grindelwald und der Bahnstation Kleine Scheidegg aus einsehbar ist. Die Jungfraubahn mit ihrem Tunnel durch den Eigerfels ist seit ihrer Eröffnung im Jahr 1912 ein Touristenmagnet.

## Namensherkunft
Die erste urkundliche Erwähnung des Eigers stammt aus dem Jahre 1252 – dies ist die zweitfrüheste urkundliche Erwähnung eines Schweizer Bergs nach dem Bietschhorn (1233). Am 24. Juli 1252 wurde in einer Verkaufsurkunde zwischen Ita von Wädiswyl und der Propstei Interlaken ein Grundstück mit den Worten «ad montem qui nominatur Egere» (dt.: Bis zum Berg, der Eiger genannt wird) abgegrenzt. Ein halbes Jahrhundert später wird der Eiger in einem Belehnungsbrief erstmals in deutscher Sprache erwähnt: «under Eigere».
Für die Herkunft des Namens gibt es drei gängige Erklärungen. Eine erste ist der althochdeutsche Name Agiger oder Aiger, wie der erste Siedler unterhalb des Eigers geheissen haben soll. Der Berg über dessen Weiden wurde deshalb Aigers Geissberg oder auch nur Geissberg genannt. Hieraus entwickelten sich dann im Laufe der Zeit die direkten Vorgänger der heutigen Bezeichnung. Die Herkunft des Namens könnte auch von dem lateinischen Wort acer kommen, woraus sich im Französischen aigu entwickelte. Beide Worte haben die Bedeutung scharf beziehungsweise spitz – in Anlehnung an die Form des Eigers. Die dritte Erklärung stammt von der früher gebräuchlichen Schreibweise Heiger, was sich aus dem Dialektausdruck «dr hej Ger» entwickelt haben könnte (hej bedeutet hoch, Ger war ein germanischer Wurfspiess). Wiederum wäre hier die Form des Eigers ausschlaggebend für seine Bezeichnung.
Im Zusammenhang mit dem Eiger wird auch des Öfteren die Namensähnlichkeit mit dem Oger, einem menschenähnlichen Unhold, genannt. In Anlehnung an das Dreigestirn «Eiger–Mönch–Jungfrau» gibt es die Erzählung, der Unhold Eiger wolle seine lüsternen Pranken auf die Jungfrau legen, woran er aber vom fröhlichen Mönch gehindert werde. Zu dieser Geschichte sind in Grindelwald alte Karikaturen und neuere Postkarten zu kaufen.

## Lage und Umgebung

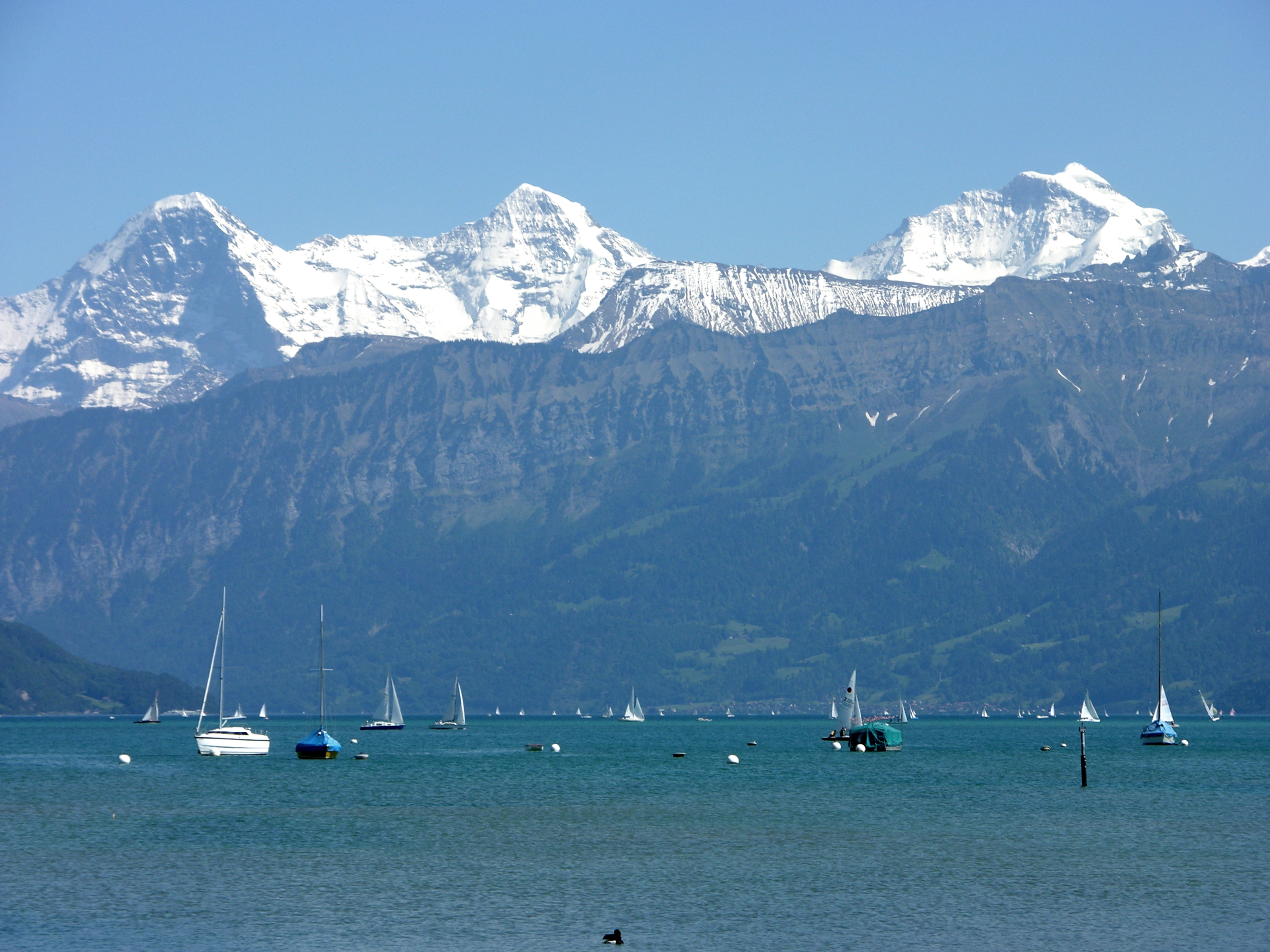
Der Thunersee mit dem «Dreigestirn» Eiger, Mönch und Jungfrau im Hintergrund

Der Eiger erhebt sich direkt südwestlich von Grindelwald (Amtsbezirk Interlaken). Die bekannte Nordwand ist genaugenommen eine Nordwestwand. Neben dieser existiert in der berühmten «Eiger-Nordansicht» auch noch die Nordostwand. Sie bildet die Basis für den scharfen Mittellegigrat, der vom Unteren Grindelwaldgletscher zum Gipfel zieht. Auf der gegenüberliegenden Seite begrenzt der Westgrat die Nordwand. Ihm folgt die Westflanke, in welcher sich der Eigergletscher und der Klein Eiger befinden. An diesen schliessen sich der Südwestgrat und noch ein Stück östlicher der Südgrat an, der wiederum die Südostwand begrenzt, welche bis zum Mittellegigrat reicht. Südöstlich des Eigers liegt der Grindelwald-Fieschergletscher.
In der Umgebung des Eigers befinden sich einige Viertausender des Aarmassivs. Im Osten ist er umgeben von Schreckhorn (4078 m ü. M.) und Lauteraarhorn (4042 m ü. M.), im Südosten vom Grossen Fiescherhorn (4049 m ü. M.), und im Südwesten ist der Mönch (4110 m ü. M.) durch das Nördliche und Südliche Eigerjoch vom Eiger getrennt. Zusammen mit dem Mönch und der Jungfrau (4158 m ü. M.) bildet der Eiger das «Dreigestirn», bei dem der Eiger den nordöstlichen und die Jungfrau den südwestlichen Endpunkt bildet. Entgegen der steil abfallenden Nordseite des Berges befindet sich im Süden des Eigers die Hochfläche und Gletscherwelt der Berner Alpen. Seit Ende 2001 gehört der Eiger zum Gebiet des UNESCO-Weltnaturerbes Schweizer Alpen Jungfrau-Aletsch.

## Geologie
Der Eiger ist ein Teil des helvetischen Systems, das im Grossraum um den Thunersee die Decken des Alpennordrandes bildet. In einer späten Phase der alpidischen Gebirgsfaltung wurden die helvetischen Kalk-Sedimente von ihrer kristallinen Basis abgeschürft und in Form einer Abscherungsdecke nach Nordwesten verschoben. Während des Faltungsprozesses in der Alpenentstehung brachen die Kalkbänke auf und Kluft- sowie Faltensysteme entstanden, die später mit ausgefälltem Calcit geschlossen wurden. Wichtigste Bestandteile der helvetischen Sedimente sind der Schrattenkalk der Kreidezeit und der Malmkalk des Oberjura. Als Füll- und Schmiermaterial dienten Mergel und Tonschiefer.
Die klar erkennbare Faltung des Helvetikums mit seinen gebänderten, plattigen Kalkschichten zeigt sich auch am Eiger. Das Massiv des Eigers besteht komplett aus Kalk der helvetischen Zone und schliesst die Flyschschichten und die Molasse des Grindelwaldbeckens steil nach Süden hin ab. Weil der Talkessel von Grindelwald so reich gegliedert ist, finden hier die verschiedensten Tiere einen Lebensraum. Südlich des Eigers schliesst sich das Aarmassiv mit seinem Innertkirchner-Lauterbrunner-Kristallin an. Teilweise hat sich dieses über die Sedimente des Eiger geschoben. Im Bereich des Mönchs treffen die Sedimente auf Altkristallin. Die typischen Gesteine des helvetischen Systems im Bereich des Eigers entstanden während des Jura, des mittleren Zeitabschnitts des Mesozoikums. Der vorherrschende Kalk wechselt dabei mit verschiedenen anderen Gesteinen ab. Es zeigen sich Mergel-Kalke und -Schiefer, Ton-Schiefer, Eisenoolith sowie kalkige Sandsteine.

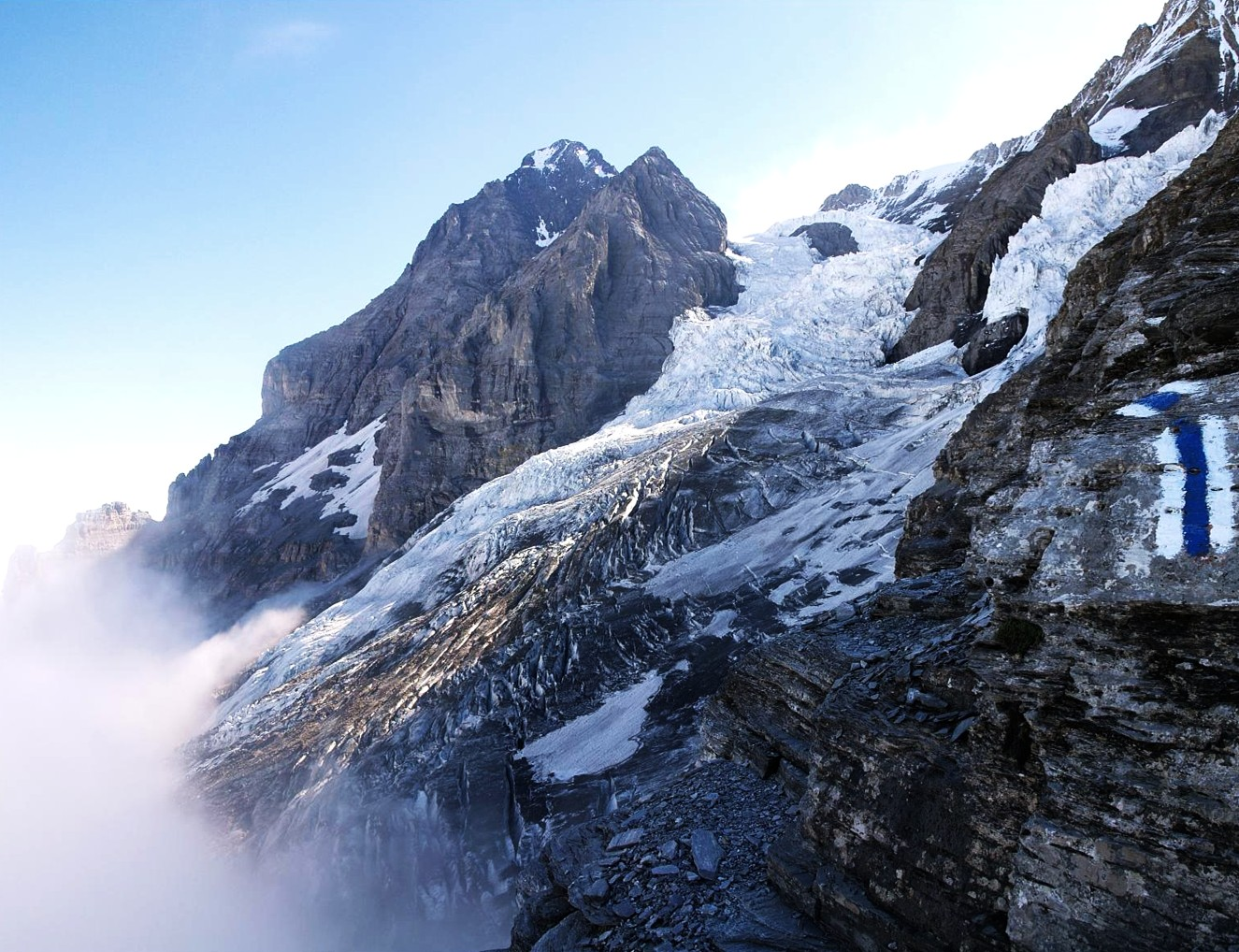
Blick auf Eigergletscher und Klein Eiger

Die Kalkschichten des Eigers lagern auf Gneis und sind um 60–70° nach Norden geneigt. Geprägt wurde die heutige Form des Eigers durch die Eiszeiten. Während der Riss-Kaltzeit reichte die Vergletscherung bis an den Fuss der Nordwand. In der Würm-Kaltzeit war die Mächtigkeit des Eises um 200 Meter geringer. Durch die Bewegung der Gletscher wurde die Erdoberfläche umgestaltet. Vom Eis überlagerte Landschaften wurden abgeschliffen, wohingegen unbedeckte Bereiche durch Verwitterung und andere Formen der Erosion verändert wurden. Mit dem Rückzug des Eises änderten sich auch die Druckverhältnisse im Gestein, was sich durch Entlastungsbewegungen formgebend auswirkte. Prägend für den Eiger und seine Form war die allseitige Umlagerung von Eismassen, welche für einen recht gleichmässigen und markanten Abrieb aller Wände sorgte. Darüber hinaus war die Nordwand durch ihre Exposition den Abtragungsprozessen wie Frostverwitterung mehr ausgesetzt.

### Felssturz

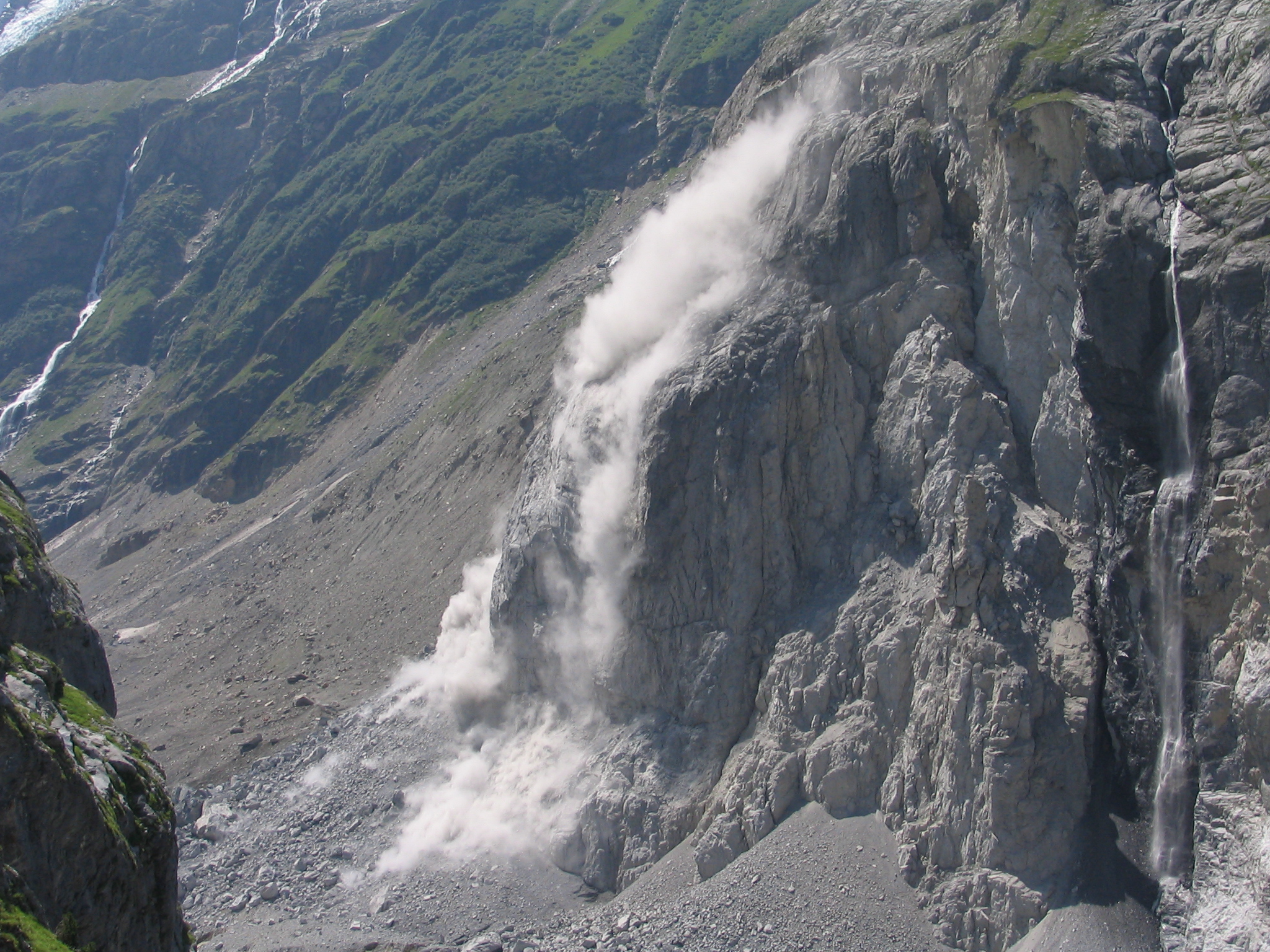
Kleinerer Abbruch nach dem grossen Bergsturz an der Eiger-Ostflanke (21. Juli 2006)

2006 ereignete sich am Eiger ein grosser Bergsturz, der öffentliches Interesse auf sich zog. An der Ostseite des Berges, unterhalb des Mittellegigrates, war durch Felsbewegungen ein rund 250 Meter langer Spalt entstanden, der eine Breite von etwa 7 Metern erreichte. Danach senkten sich die äusseren Teile mehrere Zentimeter pro Tag ab. Eine Ursache dieser Felsabspaltung könnte sowohl das massive Eindringen von Schmelzwasser in den Felsen gewesen sein, als auch eine Instabilität des Gesteins durch den Rückgang des Gletschers unterhalb des Felsabbruchs infolge der globalen Erwärmung. Am 13. Juli 2006 um 19:24 Uhr stürzten rund 500'000 Kubikmeter Felsbrocken auf den Unteren Grindelwaldgletscher. Über der Gemeinde Grindelwald schwebte stundenlang eine Staubwolke. Bereits am Nachmittag desselben Tages war die sogenannte «Madonna vom Eiger» zu Tal gestürzt. Hierbei handelte es sich um einen ungefähr 30 Meter hohen schlanken Felsturm mit rund 600 Kubikmeter Volumen.
Seit diesen Ereignissen wird die Felsnase (Gesamtvolumen: ungefähr eine Million Kubikmeter Gestein), aus der die Gesteinsmasse abbrach, von der Universität Lausanne beobachtet. Die Beobachtungen ergaben, dass sich die Nase von Juli 2007 bis August 2008 auf einer nach Osten geneigten Gleitfläche um 15 Meter talwärts bewegte. Zusätzlich kippte die Gesteinsmasse um zwei Grad nach Nordosten. Die Kluft zwischen Berg und Felsbrocken betrug im August 2008 50 Meter. Immer wieder brechen Gesteinsteile ab und stürzen zu Tal. Gebremst und stabilisiert wird die Masse vom Gletschereis, in das die Felsnase gleitet. Dies verhindert, dass die Nase als kompakte Masse zu Tal stürzt. So gilt es als wahrscheinlicher, dass der Gesteinsblock in sich selbst zusammenfallen wird.

### Martinsloch
Im steil zum Unteren Grindelwaldgletscher abfallenden Ostgrat befindet sich auf ungefähr 2500 Meter Höhe ein Felsloch, das wie das Martinsloch bei Elm GL nach dem Heiligen Martin benannt ist. Ein anderer verbreiteter Name lautet Heiterloch. Ein durchs Loch fallender Sonnenstrahl bescheint zweimal pro Jahr die Kirche von Grindelwald: jeweils kurz nach Mittag im Zeitraum vom 26. bis 28. November und vom 13. bis 15. Januar. Zwischen Ende November und Ende Januar kann das Ereignis durchgehend an verschiedenen Orten in Grindelwald beobachtet werden. Laut Sage entstand das Loch, als der Heilige Martin versehentlich mit einem Stock zu fest gegen den Eiger stiess.

## Klima

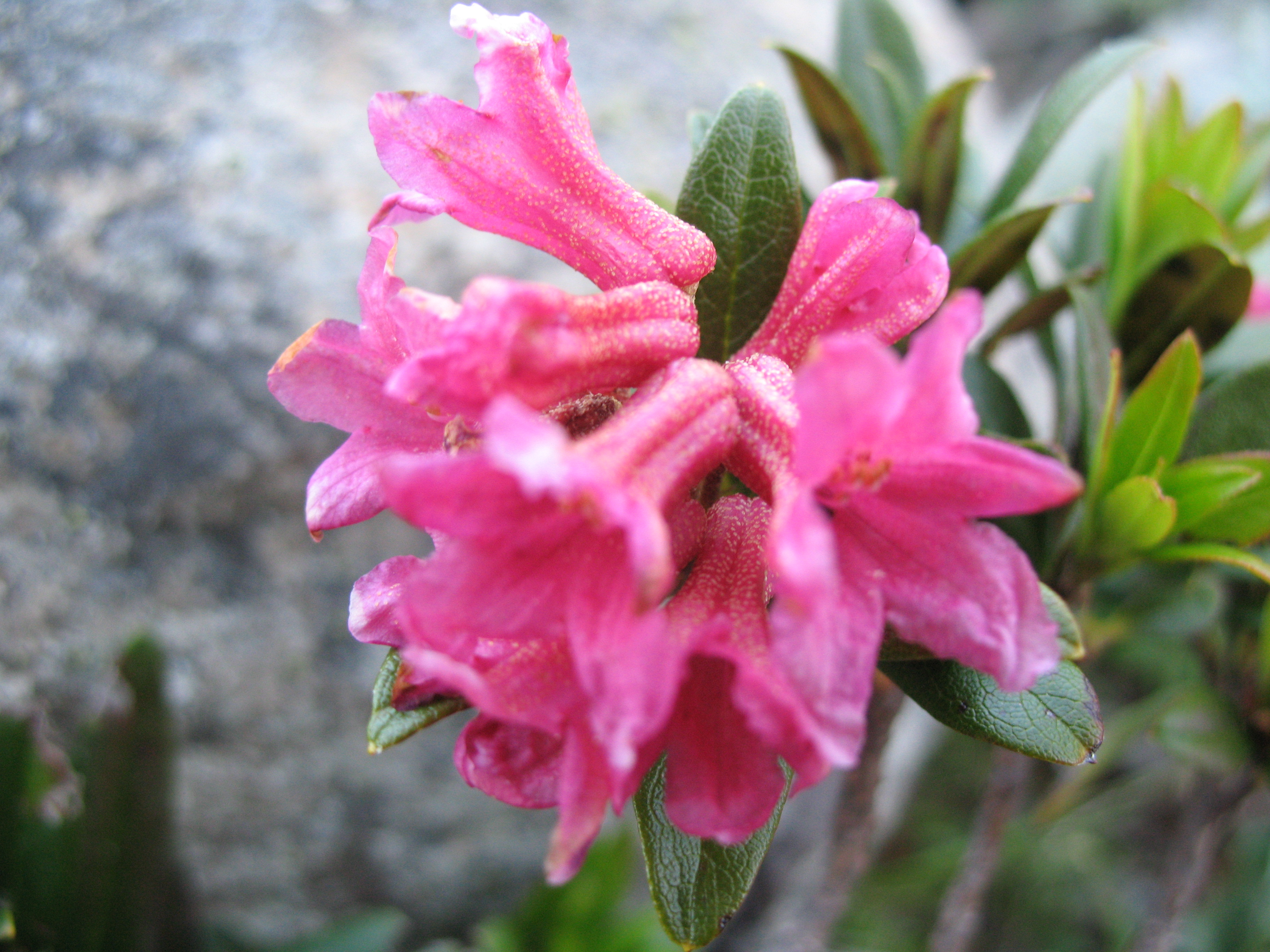
Alpenrose bei der Fiescheralp

Die Zone der Nordalpen, in der auch der Eiger liegt, wird von einem atlantisch geprägten Klima beherrscht. Durch die vorherrschenden westlichen Luftströmungen kommt relativ feuchte und milde Luft in die Schweiz. Die Jahresniederschlagsmenge beiträgt in Grindelwald 1251 mm, in einer Höhe von 2400 m werden dagegen Niederschläge um 3000 mm erreicht. Grund für die hohe Niederschlagszahl ist die Lage gegen die westlichen Luftströmungen. Der Eiger stellt das erste Hindernis für die feuchten, atlantischen Luftmassen dar. Dies wirkt sich in Steigungsniederschlag und erhöhte Niederschlagszahlen aus. Für das südlich gelegene, untere Wallis bedeutet diese Barriere dagegen beispielsweise stark verringerte Niederschläge. 
Die Temperaturmessungen auf dem Jungfraujoch (3580 m ü. M.) verzeichneten einen langjährigen Durchschnitt von −7,9 °C.
Die Bodengrundlage wird durch Rendzinen gestellt, welche sich auf dem kalkreichen Gestein um den Eiger herum gebildet haben. Kennzeichnend für diese Böden sind schwach basische pH-Werte, ein Mull-Horizont und eine geringe Durchfeuchtung. Am Eiger können die Vegetationsstufen wie folgt unterteilt werden: Hochmontane Stufe bis 1600 m (wobei sie in bewaldetem Gebiet bis 1800 m reicht), subalpine Stufe und alpine Stufe bis 2200 m.

## Alpinismus

### Besteigungsgeschichte

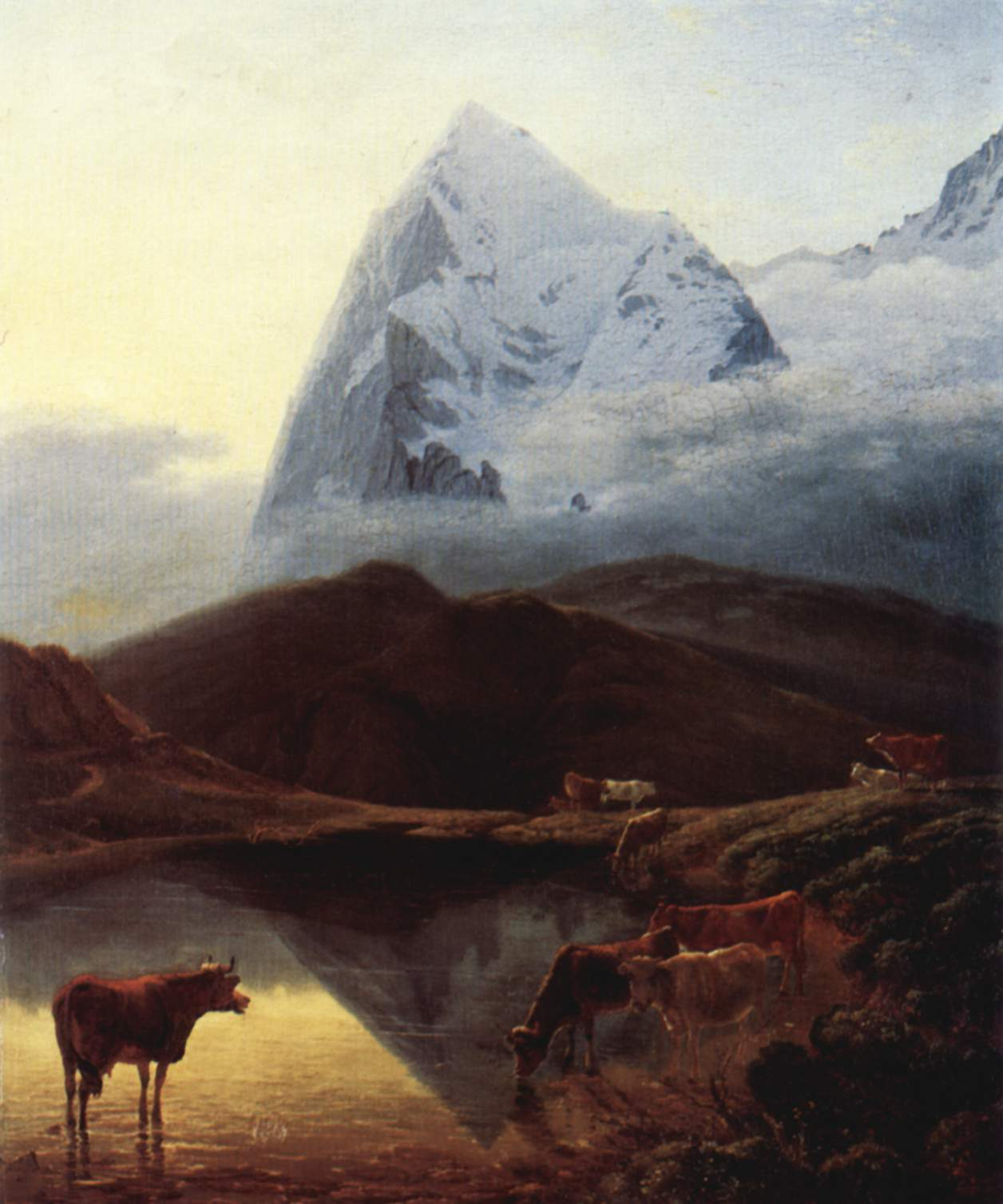
Maximilien de Meurons Gemälde Der Große Eiger, von der Wengernalp aus gesehen (19. Jahrhundert)

Die Erstbesteigung des Eigergipfels gelang den Grindelwalder Bergführern Christian Almer und Peter Bohren gemeinsam mit ihrem irischen Gast Charles Barrington am 11. August 1858 von der Wengernalp über die Westflanke. Sechs Jahre später stand mit Lucy Walker die erste Frau auf dem Gipfel. Am 14. Juli 1871 wurde der Südwestgrat durch William A. B. Coolidge mit Christian Almer und weiteren Führern erstbegangen.
Die erste Ersteigung des Südgrates gelang am 31. Juli 1876 dem Briten George E. Foster mit den Bergführern Hans Baumann und Ulrich Rubi. Zwei Jahre später im August schaffte das Quartett Paul Montadon, Max Müller, A. Rubin und Rudolf Wyss die erste führerlose Begehung. Am 6. August 1884 führten Alois Pollinger aus St. Niklaus und Ulrich Almer mit ihrem Gast J. Stafford Anderson den direkten Aufstieg von Süden her auf das Eigerjoch durch. Im Jahr 1890 wurde der Eiger von den Engländern Mead und Woodroffe mit den einheimischen Führern Ulrich Kaufmann und Christian Jossi zum ersten Mal im Winter bestiegen.
Den ersten vergeblichen Versuch einer Begehung des Mittellegigrates (Nordostgrat) unternahmen die Engländer J.W. und F.C. Hartley mit den Schweizer Führern Peter Rubi und Peter Kaufmann am 6. Juli 1874. 1880 versuchten die Führer Josef Imboden und Josef Marie Biner aus St. Niklaus mit ihrem Gast Percy W. Thomas den Nordostgrat des Eigers zu besteigen. 1885 kamen vier Schweizer Führer um Alexander Burgener mit ihrem österreichischen Gast Moritz von Kuffner am Mittellegigrat bis zum Grossen Turm. Zwei Tage später führten die Führer Josef Marie Biner aus St. Niklaus, Alexander Burgener und A. Kalbermatten mit ihrem Gast M. Kuffner den ersten Abstieg am Mittellegigrat durch. Am 8. August 1894 erreichten der Brite Claude A. MacDonald mit den Grindelwaldern Christian Jossi und Peter Bernet eine Höhe von 3500 m ü. M. und kletterten von dort die spätere Lauper-Route im Abstieg. Am 18. Mai 1921 gelang dem Japaner Maki Yūkō mit Fritz Amatter, Fritz Steuri und Samuel Brawand die erste vollständige Begehung des Mittellegigrates.
Die Schweizer Hans Lauper und Alfred Zürcher durchstiegen am 20. August 1932 mit den Führern Josef Knubel aus St. Niklaus und Alexander Graven aus Zermatt als Erste die Eigernordostwand in einem Tag ohne künstliche Hilfsmittel. Lauper schrieb in der Volks Stimme: «Die Ersteigung der letzten der drei Nordwände des weltberühmten Dreigestirns Jungfrau–Eiger–Mönch war geglückt. Alexander Graven und sein Lehrmeister Josef Knubel hatten uns den ganzen Tag mit einer hinreißenden Begeisterung (die jeweilen mit der Schwierigkeit der Tour zu wachsen scheint) und mit ritterlicher Rücksicht geführt und geleitet.» Heinrich Harrer spricht diesbezüglich von der letzten grossen Erstbegehung im klassischen Stil, die der Pickel der besten Schweizer Bergführer eröffnet hatte. Diese erste Route durch die Eiger-Nordwand ist heute unter dem Namen Lauper-Route bekannt: Die Route führt über 55 Grad steile Eisfelder und weist Kletterschwierigkeiten von V auf.
Den Deutschen Otto Eidenschink und Ernst Möller gelang 1937 die Erstdurchsteigung der Eigersüdwand. Über den Eigergletscher schaffte der Skipionier Arnold Lunn mit drei Schweizern die erste Skibesteigung, wobei sie ab dem Nördlichen Eigerjoch zu Fuss auf den Gipfel stiegen. 1938 gelang den Deutschen Anderl Heckmair und Ludwig Vörg mit den Österreichern Fritz Kasparek und Heinrich Harrer der erste direkte Durchstieg der Eiger-Nordwand.
Bisher kamen am Eiger 69 Menschen ums Leben, mindestens 52 davon in der Nordwand (Stand: 2011). Am Fallbodensee zwischen den Stationen Kleine Scheidegg und Eigergletscher wurde ihnen ein kleines Denkmal errichtet. Die Zahl der Toten liegt heute deutlich höher – allein seit 1997 sind 26 Personen tödlich verunglückt.

### Nordwand

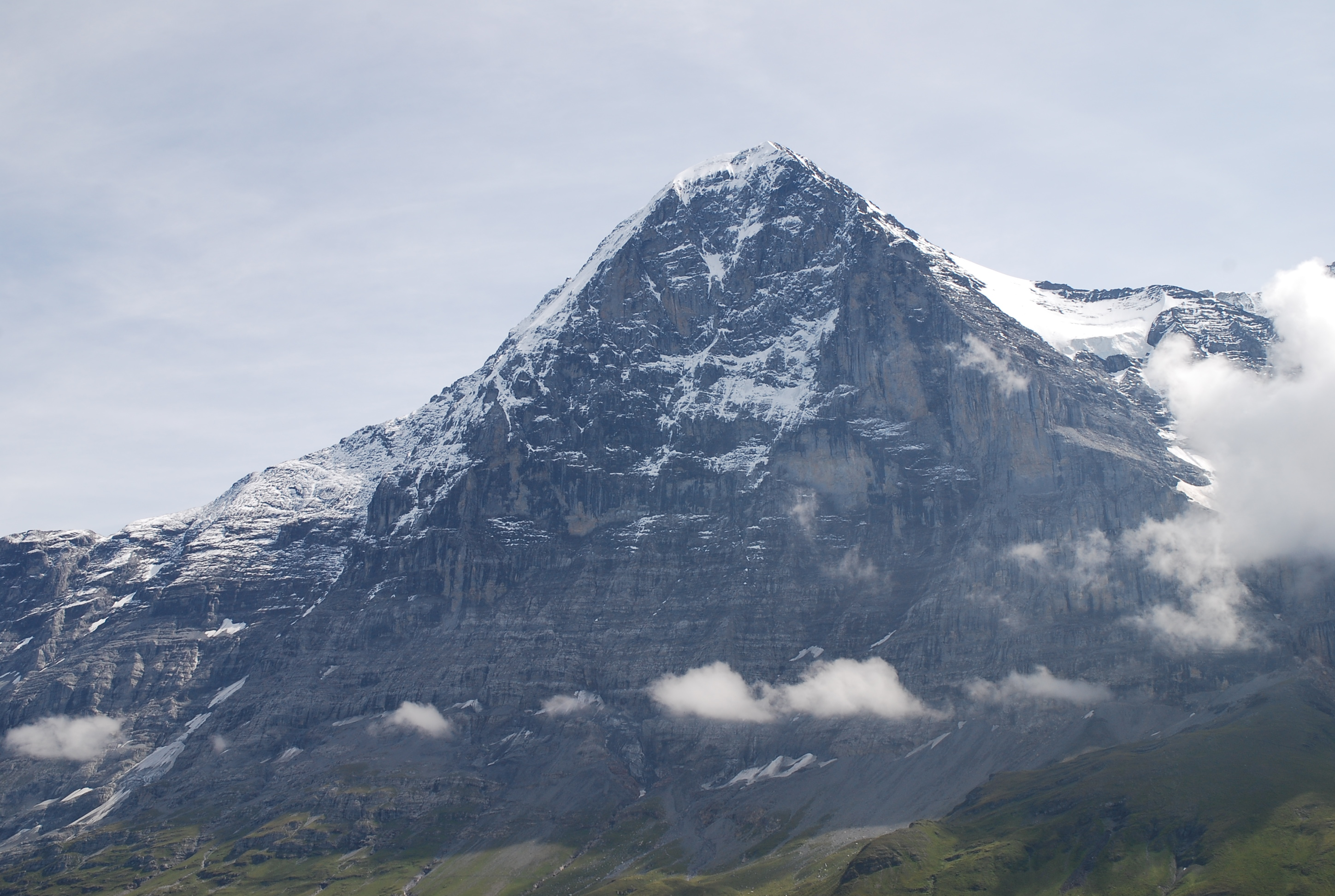
Nordwand im August 2008

Die schwierig zu durchkletternde, ungefähr 1650 Meter hohe Nordwand des Eigers ist eine der drei grossen Nordwände der Alpen. Nachdem zwei Seilschaften beim Versuch, die Wand zu durchsteigen, tödlich verunglückt waren, bekam sie den Beinamen «Mordwand».
Den ersten ernsthaften direkten Besteigungsversuch unternahmen die drei Sachsen Willy Beck, Kurt und Georg Löwinger, die 1934 in die Nordwand einstiegen und eine Höhe von 2900 Metern erreichten, bis sie wegen eines Sturzes aufgeben mussten. Ein Jahr danach starben Karl Mehringer und Max Sedlmayr in einem Schneesturm. 1936 ereignete sich das bekannt gewordene und verfilmte Drama, bei dem Eduard Rainer, Willy Angerer, Andreas Hinterstoisser und Toni Kurz ums Leben kamen. Die vier Bergsteiger aus Deutschland und Österreich mussten – nachdem Angerer verletzt worden war – den Rückzug antreten und gerieten in einen Wettersturz. Der letzte Lebende, Toni Kurz, konnte sich an einer überhängenden Stelle nicht weit genug abseilen und starb entkräftet wenige Meter über den Rettern.
Erstmals durchstiegen wurde die Eigernordwand vom 21. bis 24. Juli 1938 durch Anderl Heckmair und Ludwig Vörg sowie Heinrich Harrer und Fritz Kasparek. 1950 wurde die Wand zum ersten Mal von den Österreichern Leo Forstenlechner und Erich Waschak an einem Tag, in 18 Stunden, durchstiegen. Dem Schweizer Michel Darbellay gelang 1963 die erste Alleinbegehung der Wand auf der Heckmair-Route. Ein Jahr danach durchstieg mit der Münchnerin Daisy Voog die erste Frau die Nordwand.
Im Jahr 1999 eröffnete das deutsche Extrembergsteigerpaar Robert Jasper und Daniela Jasper mit der Route Symphonie de liberté X-/8a die erste Route in dieser Schwierigkeit und damals schwierigste Route in einer der grossen alpinen Nordwände im modernen Freikletter-Stil.
Im November 2015 erkletterte Ueli Steck die Wand in der Rekordzeit von 2 Stunden und 22 Minuten. Den Rekord für Seilschaften halten die Schweizer Ueli Steck und Nicolas Hojac mit 3 Stunden und 46 Minuten, ebenfalls seit November 2015.
Im Jahr 2015 wurde die Route Odyssee X-/8a+ durch den deutschen Robert Jasper, den Schweizer Roger Schäli und den Italiener Simon Gietl erstbegangen. Damit haben sie die schwierigste Route durch den abweisendsten Wandteil der Eiger-Nordwand, die Rote Flue, im modernen Freikletter-Stil eröffnet.

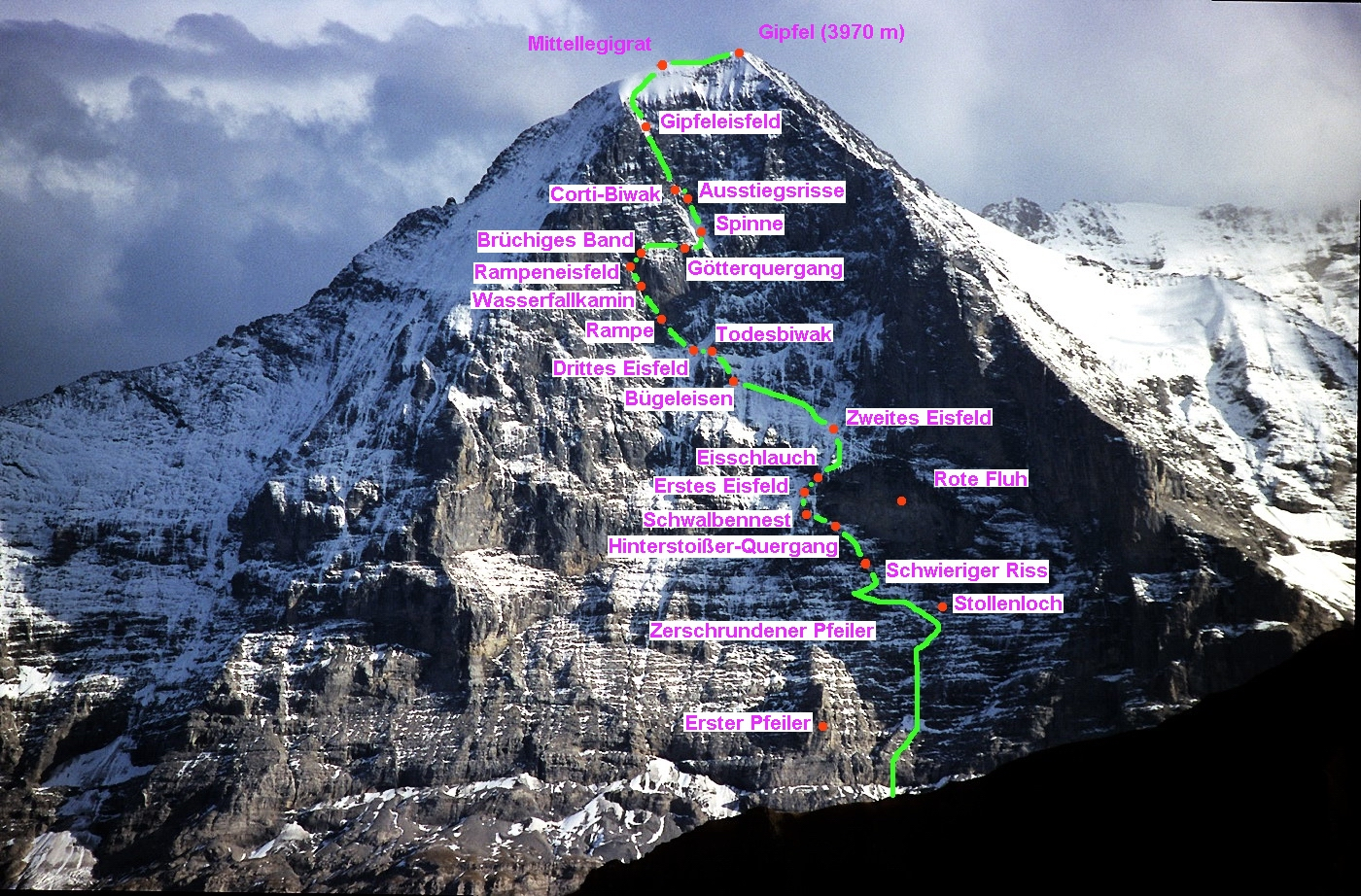
Die Heckmair-Route

Mittlerweile führen 33 Routen durch die Wand (Stand: August 2008). Die bekannteste und klassische Route ist die Heckmair-Route, der Weg der Erstdurchsteiger. Die Gesamtschwierigkeit wird mit äusserst schwierig (AS) angegeben und beim Klettern muss der Schwierigkeitsgrad V beherrscht werden. Im Normalfall dauert die Tour zwei bis drei Tage. Durch die vielen Quergänge ergibt sich aus der Wandhöhe von 1650 Metern eine Kletterstrecke von vier Kilometern.
Die Besteigungsversuche in den 1930er-Jahren waren grosser Kritik ausgesetzt, die vor allem in der Schweiz und in England geäussert wurde. Daraufhin erliess die Regierung des Kantons Bern 1936 ein Verbot zur Besteigung der Eiger-Nordwand, das jedoch wieder aufgehoben wurde, weil es rechtlich nicht haltbar war. Die Kritik war zu einem Teil auf das in Deutschland herrschende nationalsozialistische Regime bezogen, dessen Propaganda die Erfolge der deutschen und österreichischen Seilschaften gerne aufgriff. Den Vorwurf, die Nordwand «für die Nationalsozialisten» versucht und durchstiegen zu haben, stritten die Erstbegeher ab. Sie waren sich durchaus bewusst, dass ein Erfolg ihr weiteres Leben positiv beeinflussen könnte.

### Routen am Eiger

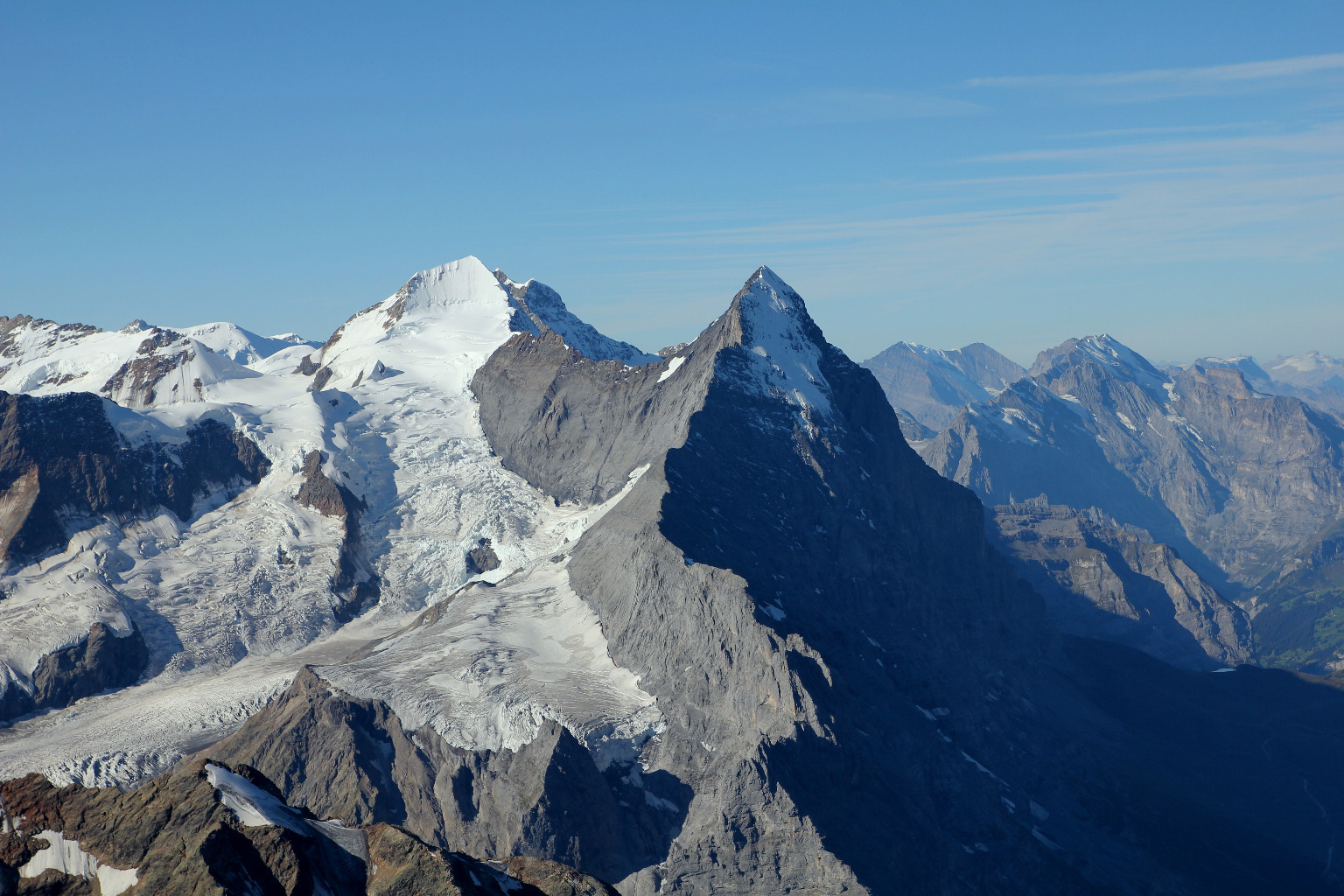
Blick auf den Mittellegigrat vom Wetterhorn
Eiger-Detailkarte
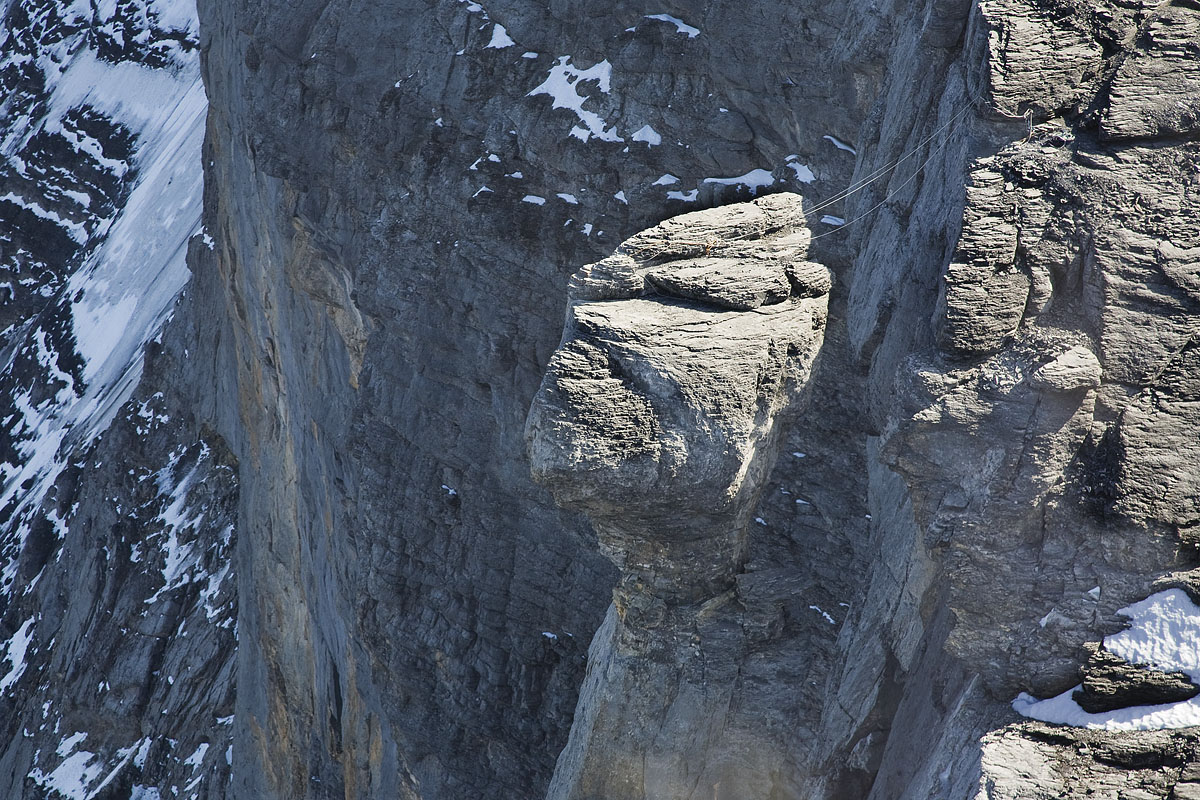
Blick vom Westgrat auf den Pilz

Die Normalroute über die Westflanke beginnt an der Station Eigergletscher der Jungfraubahn. Während der für Auf- und Abstieg zwischen neun und zwölf Stunden dauernden Tour werden im Normalfall Kletterschwierigkeiten bis zum II. Grad und eine Hangneigung zwischen 40° und 45° überwunden. Je nach Schneelage und Vereisungsgrad muss bis zum III. Schwierigkeitsgrad geklettert werden. Die Route führt zunächst nördlich eines markanten Couloirs über Felsen und Firnfelder, anschliessend um eine Steilstufe südlich herum auf die grosse Schulter des Westgrats, auf dem das letzte Stück des Anstiegs verläuft. Der Weg ist mit Stangen markiert, die auch zur Sicherung verwendet werden können.
Seit dem Sommer 2000 führt ein Klettersteig auf den Rotstock (2669 m ü. M.), einen Vorgipfel des Eigers oberhalb der Station Eigergletscher. Der Zustieg erfolgt von der Station Eigergletscher der Jungfraubahn über ein Stück des Eigertrail-Wanderweges und führt von dort Richtung Rotstock. Bei Punkt 2400 beginnt die Absicherung mit Drahtseilen. Der Weg wird durch Eisenleitern erleichtert und der Klettersteig ist als leicht einzustufen. Die Tour hat mit Auf- und Abstieg eine Länge von ungefähr drei Stunden.
Vom Jahr 1899 bis 1903 führte bereits ein Klettersteig auf den Rotstock. Ausgangspunkt des gesicherten Steigs war die provisorische Station Rotstock (2520 m ü. M.). Aus der damaligen Zeit sind noch in den Stein gehauene Tritte und eine Eisenleiter erhalten. Der Rest war bei Dreharbeiten zu Luis Trenkers letztem Film Sein bester Freund (1962) entfernt worden.
Drei Meter vom Westgrat abgesetzt ragt ein freistehender, zwölf Meter hoher Felsturm (3219 m ü. M.) über der westlichen Nordwand empor, der als Pilz oder Mushroom bezeichnet wird. Der erste Mensch auf dem Pilz soll 1876 Richard M. Barrington, Bruder des Eiger-Erstbesteigers, gewesen sein. Laut dem Bergführer Peter Bohren hatte Barrington es gewagt, vom Westgrat auf den Pilz zu springen. Diese Anekdote ist allerdings nicht gesichert. Heute führt vom Stollenloch eine Kletterroute (Magic Mushroom, Schwierigkeit: 7c+) auf den Pilz. Beliebt ist er auch bei Base-Jumpern, die von hier mit Fallschirm in die Tiefe springen. Erstmals abgesprungen sind 2000 der Schweizer Ueli Gegenschatz und der Österreicher Hannes Arch.
Die folgenden Routen sind weitere gebräuchliche Varianten, um auf den Gipfel des Eigers zu gelangen:
| Route                        | Schwierigkeit                | Dauer (h)      | Ausgangspunkt                         |
| ---------------------------- | ---------------------------- | -------------- | ------------------------------------- |
| Mittellegigrat (Nordostgrat) | S (Schwierig), III           | 4–5 (ab Hütte) | Mittellegihütte (3355 m ü. M.)        |
| Südgrat                      | ZS (Ziemlich schwierig), III | 5–6            | Mönchsjochhütte (3657 m ü. M.)        |
| Südwestgrat                  | ZS                           | 6–8            | Station Eigergletscher (2320 m ü. M.) |
| Südostwand                   | SS (Sehr Schwierig)          | 10–12          | Station Eismeer (3159 m ü. M.)        |
| Westgrat                     | AS (Äusserst Schwierig), VI  | 9–11           | Station Eigergletscher                |
| Westflanke (Normalroute)     | ZS, bis III, weithin II      | 9–12           | Station Eigergletscher                |

## Erschliessung
Am und im Eiger fanden im Laufe der Jahre einige bauliche Massnahmen statt. Von der mehrfach geplanten Erschliessung des Gipfels wurde zwar abgesehen, doch befinden sich alle Stationen der Jungfraubahn im Bereich des Eigers, wovon nur die Endstation Jungfraujoch ausgenommen ist. Zudem wurden drei Berghütten im Einzugsbereich des Eigers erbaut.

### Eigerbahn

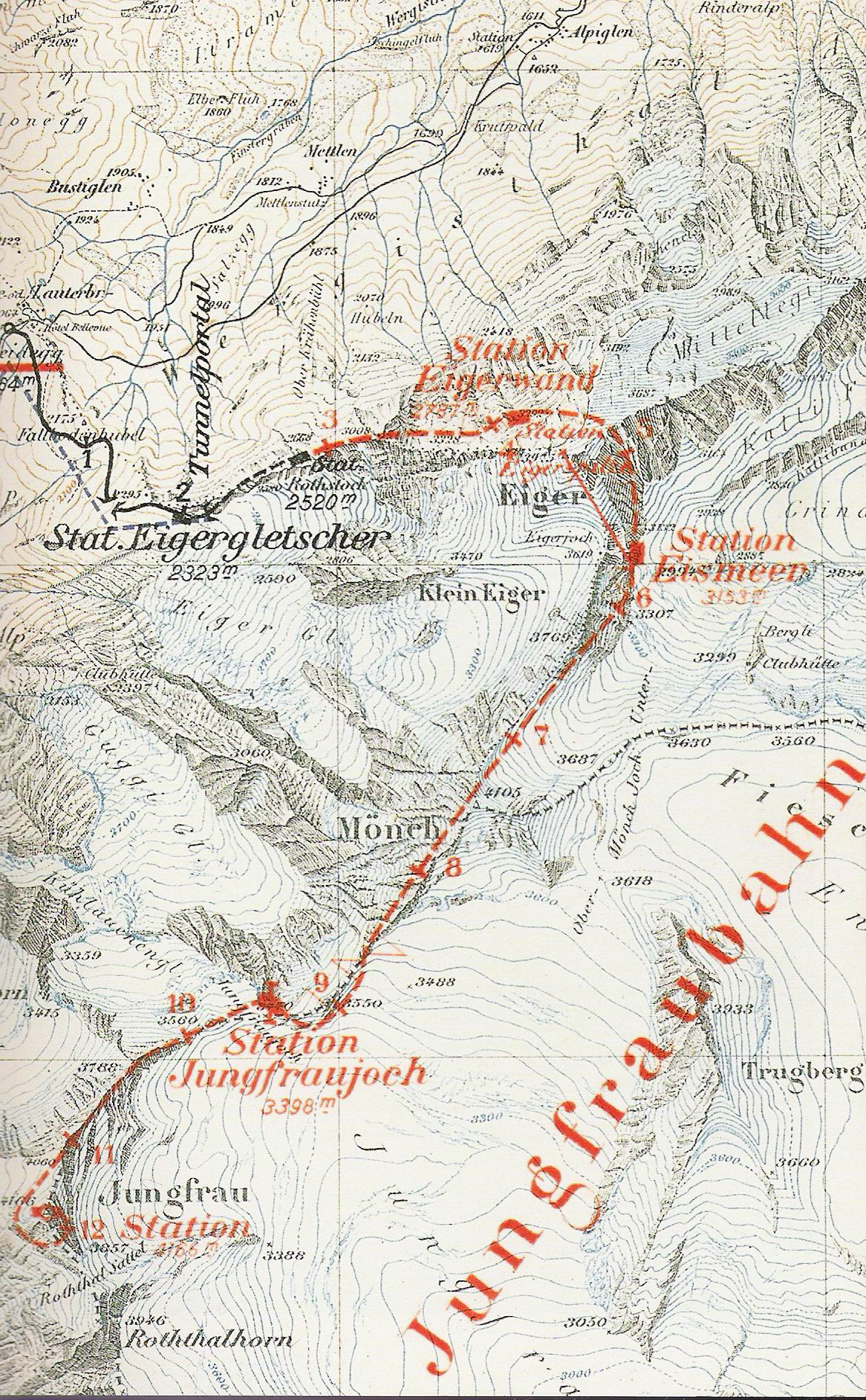
Plan einer Seilbahn auf den Eiger von 1903

Im Zuge der Planungen um die Jungfraubahn erdachten die leitenden Angestellten der Berner Oberland-Bahn Emil Strub und Hans Studer eine Kombination aus Zahnrad- und Drahtseilbahn von der Kleinen Scheidegg über den Eigergletscher auf den Gipfel. Für dieses Projekt wurde Anfang 1892 ein Konzessionsgesuch eingereicht und genehmigt. Damit stand es in direkter Konkurrenz zum Jungfraubahn-Projekt des Ingenieurs Maurice Koechlin, welches zwar ebenfalls genehmigt worden war, jedoch nicht zur Ausführung kam. Als der Zürcher Industrielle Adolf Guyer-Zeller ein weiteres Jungfraubahn-Projekt vorstellte, geriet das Eigerbahn-Projekt in Gefahr, da beide Vorhaben zu Beginn dieselbe Strecke über Kleine Scheidegg und Eigergletscher vorsahen. Die beiden Planer wollten deshalb ihre Konzession den Betreibern der Wengernalpbahn verkaufen, damit der Bau schnell beginnen konnte. Deren Aktionäre wurden von Guyer-Zeller vom Projekt Jungfraubahn und dessen besseren Renditechancen überzeugt, so dass von der Wengernalpbahn die Bewilligung für die Eigerbahn nicht übernommen wurde. Von Guyer-Zeller bekamen die beiden Konkurrenten ein sogenanntes Stillhaltegeld von 15'000 Franken, und Strub wurde der erste Direktor der Jungfraubahn-Gesellschaft. Nach der Eröffnung der Station Eigerwand im Jahr 1903 reichte die Jungfraubahn-Gesellschaft ein weiteres Konzessionsgesuch für eine Stichbahn von der geplanten Station Eismeer auf den Eiger ein. Vom Eismeer aus sollte eine Luftseilbahn über das Eigerjoch auf den Eigergipfel gebaut werden. Der Schweizer Bundesrat wollte diesem Plan jedoch nur zustimmen, wenn anschliessend die Jungfraubahn nicht weiter Richtung Jungfrau gebaut werden würde, was die Gesellschaft allerdings ablehnte. Einen letzten vergeblichen Versuch, den Eiger zusätzlich technisch zu erschliessen, unternahmen die Grindelwalder Bürger selbst. Sie wollten ein Drahtseilbahnprojekt vom unteren Grindelwaldgletscher zum Eismeer realisieren, aber letztlich wurde das Projekt nicht umgesetzt.

### Jungfraubahn

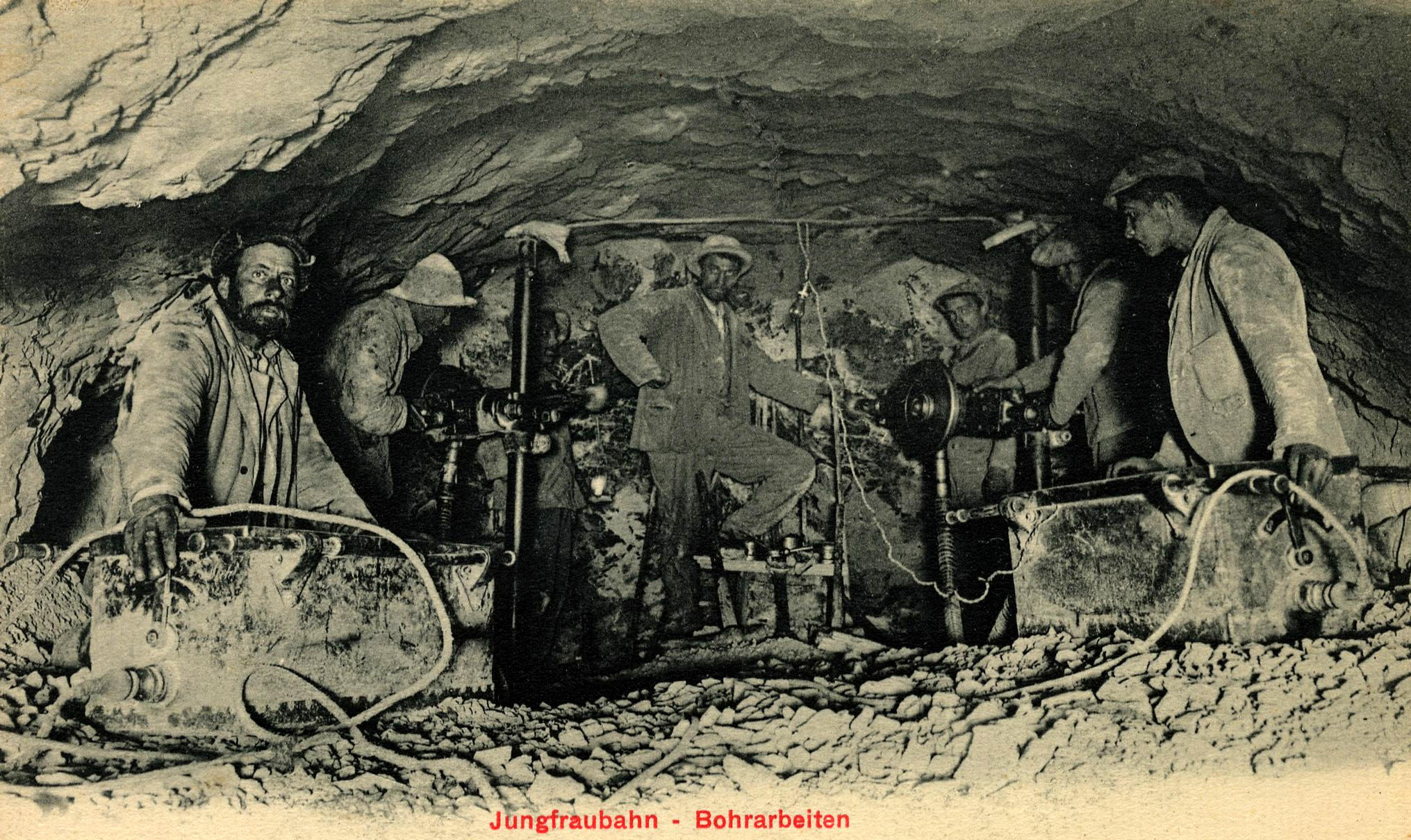
Bohrarbeiten beim Bau der Jungfraubahn (um 1900)

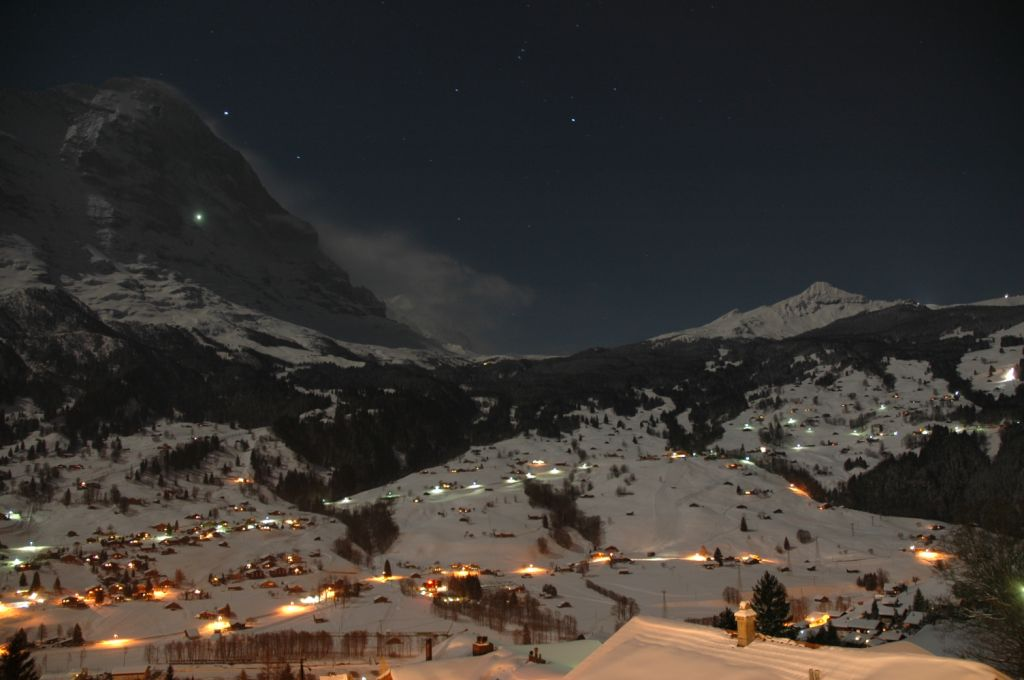
Eiger und Umgebung bei Nacht. In der Nordwand erkennt man die Beleuchtung der Station Eigerwand

Von der Jungfraubahn befinden sich die ersten fast sechs Fahrtkilometer und die ersten vier Stationen im Bereich des Eigers. Die Route beginnt an der Kleinen Scheidegg (2061 m ü. M.) und führt von dort zum Bahnhof Eigergletscher (2320 m ü. M., km 2). Im Anschluss beginnt der vier Kilometer lange Eigertunnel, der den Berg unterirdisch zur Hälfte umrundet. In ihm sind die Stationen Eigerwand (2865 m ü. M., km 4,3) und Eismeer (3159 m ü. M. km 5,7). Zwischen Kleiner Scheidegg und der Station Eigerwand war die provisorische Station Rotstock (2520 m ü. M.), die allerdings nach Eröffnung der nachfolgenden Stationen an Bedeutung verlor und nicht mehr regulär genutzt wurde. Die Endstation ist das Jungfraujoch (3454 m ü. M. km 9,3). Dabei führt die Strecke an sieben künstlichen Öffnungen im Eigerfels vorbei. Die erste ist der Tunneleingang am Eigergletscher, es folgen eine bei der Station Rotstock, ein Explosionsloch in der Nordwand (Explosionsunfall mit 30 Tonnen Sprengstoff) und das in der Bergsteigergeschichte berühmt gewordene Stollenloch, ebenfalls in der Nordwand. Dieses ist auch heute noch von Bedeutung für den Alpinismus – es dient als Einstieg in die Wand sowie Notausstieg und wird ebenfalls für Rettungsaktionen genutzt. Für die Station Eigerwand wurden zwei Aussichtsmöglichkeiten geschaffen: eine kurz vor und eine bei der Station selbst. Die höchste Öffnung befindet sich bei der Station Eismeer.
Ein grosser Teil der Baugeschichte der Jungfraubahn spielte sich am und im Eiger ab. Nachdem der Bau im Jahr 1896 begonnen hatte, wurde 1897 auf einem Gelände am Eigergletscher die Basisstation für die weiteren Bauarbeiten geschaffen. Neben einem Bahnhof, Restaurant und einem Verwaltungsgebäude entstanden Arbeiterbaracken, Remisen und Materialmagazine. Hier lebten die bis zu 200 Arbeiter in den 16 Jahren bis zur Fertigstellung der Bahn das ganze Jahr über.

### Berghütten
Beim Unteren Challiband befindet sich eine Höhle im Fels des Eigers. Sie war 1828 erstmals von Caspar Rohrdorf beschrieben worden und die erste «Unterkunft» am Eiger überhaupt gewesen. Rohrdorf selbst hatte in ihr übernachtet. Die in der Höhle vorgefunden eingeritzten Initialen «CA» lassen laut dem Grindelwalder Lokalhistoriker Rudolf Rubi auf den Eiger-Erstbesteiger Christian Almer schliessen.
Mit der Berglihütte (3299 m ü. M.) war 1869 auf dem Berglifelsen im Eismeer die erste Hütte südöstlich des Eigers errichtet worden, die achte Hütte des Schweizer Alpen-Clubs. Zunächst wurde der Bau im Tal gezimmert und anschliessend an seinen Standort verbracht. 1883 und 1903 mussten die Bauten jeweils besseren Neuerrichtungen weichen. Seit 1979 die Mönchsjochhütte in Betrieb genommen wurde, hat die schwierig zu erreichende Berglihütte an alpinistischer Bedeutung verloren.
Der Erstbegeher des Mittellegigrates Maki Yūkō stiftete 10'000 Franken, um den nachfolgenden Begehern eine sichere Unterkunft auf dem Grat zu bieten (Maki und seine Begleiter hatten ungeschützt auf dem Grat biwakieren müssen). Errichtet wurde die Mittellegihütte 1924 in einer Höhe von 3355 m ü. M. Sie musste erst 62 Jahre später renoviert werden, wobei der Originalzustand beibehalten wurde. Weil meist Platznot in der Hütte herrschte, wurde wenige Meter neben ihr eine Stahlkonstruktion geschaffen, in der weitere zwölf Bergsteiger Platz finden. Sie dient heute als Biwak, wenn die Hütte geschlossen ist. Damit vergrösserte sich das Schlafplatzangebot auf fast 30. 2001 erbaute der Grindelwalder Bergführerverein eine komplett neue Hütte mit 36 Nächtungsmöglichkeiten und einem Aufenthaltsraum mit Küche. Die alte Mittellegihütte wurde als Ganzes von einem Hubschrauber abtransportiert und befindet sich heute im Museum bei der Station Eigergletscher.
Zum 100-jährigen Bestehen des Grindelwalder Bergführervereins errichteten die Bergführer am nordöstlichsten Ausläufer des Mittellegigrates die Eiger-Ostegghütte (2317 m ü. M.).

## Populärkultur und Werbung
Der Eiger hat auch auf verschiedene Art und Weise Eingang in der Populärkultur und Werbung gefunden. Zu Tourismuszwecken wird der Name vor allem von der Gemeinde Grindelwald genutzt: Der Wanderweg Eiger Trail bietet Touristen die Möglichkeit von der Station Eigergletscher der Jungfraubahn unter der Nordwand hindurch zur Station Alpiglen der Wengernalpbahn zu wandern. Zudem wurde die Marke Eigerness kreiert, um unter ihr die Besonderheiten Grindelwalds und seiner Umgebung besser vermarkten zu können. Die Eiger live Woche ist als sogenanntes Bergfestival konzipiert, bei dem verschiedene Möglichkeiten angeboten werden, den Bergen, dem Bergsport und der Natur näher zu kommen. Im Rahmen dieser Woche wurde von 2008 bis 2010 der Eiger Award verliehen, den die Veranstalter als «Bergsport-Oscar» etablieren wollten. Er wurde an Personen vergeben, die durch ihre alpinistischen Leistungen ins Blickfeld der Öffentlichkeit getreten sind. Die bisherigen Preisträger waren Ueli Steck 2008, Simone Moro und Denis Urubko 2009 und Marko Prezelj 2010. Die Verleihung wurde 2011 wegen finanzieller Probleme ausgesetzt. Ausserdem nennen sich viele Herbergsbetriebe nach dem berühmten Berg.
Zahlreiche Bergsportartikel-Hersteller haben Produkte mit dem Namen «Eiger» in ihrem Sortiment. Der Name wird ebenso als Bezeichnung oder Namenszusatz vieler verschiedener mehr oder weniger passender Dinge oder Produkte verwendet, so für eine Kletterhalle oder Anglerstiefel.

## Filmographie
- Grat zum Himmel. Otto Ritter, 1948: Dokumentarfilm über eine Besteigung des Mittellegigrates
- Eiger. Dieter Wedel, 1974: Spielfilm
- Im Auftrag des Drachen, (Originaltitel: The Eiger Sanction). Clint Eastwood, 1975: Spielfilm
- Die Alpen (Originaltitel: The Alps). Michael Gambon, 2007: IMAX-Film über die Schweizer Alpen mit Durchsteigung der Nordwand
- Nordwand. Philipp Stölzl, 2008: Spielfilm über den Besteigungsversuch 1936 mit Benno Fürmann.

## Musik
Der Komponist Fabian Müller machte den Eiger zum Thema zweier Kompositionen:
- Eiger - eine symphonische Skizze (2004) UA: 27. August 2004; Interlakner Musikfestwochen; Lettisches National-Symphonieorchester, Leitung: Andris Nelsons

- Eiger, Oper in einem Akt (2019/20); nach einem Libretto von Tim Krohn UA: 17. Dezember 2021; Theater Orchester Biel Solothurn TOBS; Barbara-David Brüesch, Regie; Alain Rappaport, Bühnenbild; Musikalische Leitung: Kaspar Zehnder